# Макроподы
Макропо́ды (лат. Macropodus) — род лабиринтовых рыб из семейства макроподовые (Osphronemidae).

## Внешний вид
Поднятое немного тело, слегка вытянуто и приплюснуто по бокам. Дыхание атмосферным воздухом осуществляется с помощью специального органа — лабиринта.

## Виды
- Macropodus erythropterus
- Macropodus hongkongensis
- Macropodus ocellatus — китайский макропод
- Macropodus opercularis — обыкновенный макропод
- Macropodus spechti — чёрный макропод